# Bill Dickens
Bill Dickens (Chicago, Illinois, 1958) és un baixista i compositor estatunidenc.
Dickens ha col·laborat amb importants músics com: Pat Metheny, George Michael, Joe Zawinul, Janet Jackson, Grover Washington, Jr., Chaka Khan, Mary J. Blige, Freddie Hubbard, Al Di Meola, Dennis Chambers, Steve Morse, Randy Newman e The Hooters.

## Obra
- Bass Beyond Limits: Advanced Solo and Groove Concepts, Alfred Publishing Co., Inc., 1998, ISBN 076926493X
- Funk Bass and Beyond, Alfred Publishing Co., Inc., 2003, ISBN 0757916899

## Video
- The Bill Dickens Collection (DVD), Warner Bros. Publications, 2003